# S4C
S4C（ウェールズ語発音: [ˌɛs ˌpɛdwar ˈɛk]〔エス・ペドゥアル・エク〕、"チャンネル4ウェールズ"を意味するウェールズ語Sianel Pedwar Cymruから）は、ウェールズ語の無料衛星放送テレビ局である。デジタル放送はS4Cデジタルとして運営されている。1982年11月1日開局。

## S4C開局まで
S4Cが1982年に開局するまで、ウェールズ語話者は、BBCウェールズおよびHTV（ウェールズのITVフランチャイズ）でローカル番組として時折放送されるウェールズ語の番組を視聴する不便な時代が続いた。これは、ウェールズ語話者にとっては満足のいくものではなく、同時に、英国の他の地域で見られる英語番組がしばしば再放送されたり、まったく放送されなかったりすることに気付いた非ウェールズ語話者にとっては迷惑な構成であった。
1962年9月14日、ITVネットワークを規制監督するITAは北ウェールズと西ウェールズのライセンス エリアを作成し、ウェールズ (ウェスト&ノース) テレビジョンリミテッド（WWN）に放送免許を与えた。WWNはTeledu Cymruとして開局し、かなりのレベルのウェールズ語番組を提供していたが、伝送インフラの問題と不十分な市場調査により、2年以内に財政難に陥って経営破綻した後、隣接するテレビジョン ウェールズ&ウエスト(TWW) に引き継がれた。
1970年代、当時のウェールズ語での放送サービスには既にBBC Radio Cymruと言う独自のラジオ局があったことから、ウェールズ語の活動家は、ウェールズ語で放送するテレビ局のキャンペーンを行っており、保守党と労働党はどちらも、1979年の総選挙で政権に選出された場合、ウェールズ語の第4チャンネルの開局を約束した。総選挙で保守党が過半数を獲得した直後、内務長官に就任したウィリアム・ホワイトローは、ウェールズ語の第4チャンネルに反対することを決定し、時折オプトアウトすることを除いて、サービスは英国の残りの部分で提供されたものと同じであるべきだと提案した。ホワイトローの提案は、テレビ受信許可料の支払いを拒否するなど、市民的不服従行為につながった。その結果、起訴または実刑判決を受けるリスクがあり、BBCや HTVのスタジオで座り込みを行う人が現れ、ウェールズ語圏のテレビ送信機を攻撃するなど、より極端な手段を講じた人もいた。
1980年9月17日、マーガレット・サッチャー率いる保守党政権がウェールズ語のテレビ番組を提供するという公約を守らなければ、プレイド・カムルの元大統領であるグウィンフォー・エヴァンスはハンガーストライキを行うと脅迫したが、1982年11月1日に開局した。

## 編成
S4Cの使命は、ウェールズ語で幅広いコンテンツ及び放送サービスを提供することであるが、チャンネル4と同様、S4C自身はコンテンツの自社制作を行わず、BBC Cymru Walesと制作会社に制作を委託している。ITV Cymru Walesからも番組販売を受けているが、購入量は S4C の初期から大幅に減少した。SuperTed、ロッキー・ホロウ、消防士サム（BBCでも放送）、ゴグス、シェイクスピア：アニメーションテイルズ、アニメ化されたテイルズ・オブ・ザ・ワール、1992年から1996年にかけてフランスで共同制作されたナタリーなど、子供向けアニメーションの委託制作で特に評判を高めている。
BBC Cymru Walesは、ニュース番組（Newyddion）やソープオペラ（Pobol y Cwm）などの番組をウェールズ語で制作し、S4Cに無料で提供することで、公共サービス放送の要件を満たしている。また、テレタビーズなどの英語番組のウェールズ語版も提供（またはライセンス供与）されている。S4Cのアナログ放送では、英国の他の地域でチャンネル4向けに制作された番組がチャンネル4に無料で提供され、同時またはタイムシフトで、ピーク時間外に放映されていた。
英語を話す人がコンテンツにアクセスしやすくするために、すべてのウェールズ語の番組に英語の字幕が付与されている。もともとこれらはSbectel（テレテキスト）の888ページにあり、ウェールズ語の字幕は889ページにあり、デジタル放送では両方の字幕言語が利用できる。ウェールズ語を学んでいる英語話者のために、特定の番組、特に子供向けのPlaned Plant Bach（現在のCyw）とPlaned Plant（現在の Stwnsh）では、ウェールズ語の字幕を特徴とする字幕が、より難しいウェールズ語の単語の横に括弧で囲まれた追加の英語の翻訳と共に表示されている。S4C向けに制作されたテレビ映画は、海外で高い評価を受けていて、ヘッド・ウィンは1994年にアカデミー賞最優秀外国語映画賞にノミネートされ、2000年にはソロモンとゲーナーがノミネートされている。
S4Cのアナログ放送の電波は、アイルランドの東海岸にも波及した。過去には、いわゆる「デフレクター」によってUHF地上波信号で多くの地域で再放送されていた。1990 年代まで、S4C はアイルランドのケーブルおよびMMDSプロバイダーによっても配信されていたが、その後チャネル4に置き換えられた。
2009年まで、S4Cは独自のテレテキストサービスSbectel（ウェールズ語で「のぞき見」または「垣間見る」を意味する「Sbec」から。以前はHTVウェールズ地域向けのTVTimesに含まれていた S4C スケジュール インサートへの参照）を運営していた。

## デジタル放送
1998年に地上デジタル放送が開始されたとき、S4Cは1998年11月1日に S4C Digidol（「デジタル」を意味するウェールズ語）と呼ばれる、2つ目のフルタイムのウェールズ語チャンネルを追加した。 これにより、ウェールズは、S4C とチャンネル 4 の両方がすべての家庭でアクセス可能になる、英国初の完全デジタル放送地域となった。その結果、S4Cは現在ウェールズ語のみで放送されており、ウェールズのFreeviewと同様に、英国、アイルランド、およびFreesatとSkyの残りの西ヨーロッパで利用できる。さらに、S4Cは2010年まで姉妹チャンネルS4C2も運営していた。以前は会期中にウェールズ国民議会の模様を放送していた。番組はBBCによって提供され、2010年1月からオンラインおよびBBCパーラメントでアクセスできるようになった。メインチャンネルと同様に、S4C2はウェールズ内では Freeviewで、英国とアイルランドではFreesatとSkyでアクセス出来た。S4C2には2つの音声チャンネルがあり、視聴者はウェールズ語バージョンと英語バージョンを選択できた。国民議会の再放送は、火曜日、水曜日、木曜日にS4Cのメインチャンネルで夜通し放送される。
ウェールズ全体に送信されるアナログ放送の信号に加えて、S4C はUnited News & Media（UNM）と共にS4C Digital Networks (SDN)という会社を所有していた。SDNは、英国全域でデジタルマルチプレックスの半分に相当する帯域を提供する契約を獲得した。残りの半分の帯域は引き続きチャンネル5が所有する。
2005年4月27日、S4CはSDNの株式をITV plcに約3,400万ポンドで売却したが、現在でもウェールズではハーフマルチプレックスを所有している。ITV は、ITV系列各社の統合により、すでにSDNの一部の株を所有していた。グラナダはUNMのSDN株を購入し、統合後のITV plc に組み込まれた。
2007年1 月、S4C はウェールズ語による子供向けサービスを開始する計画を発表した。新しいサービスは、プログラミングブロック形式で、2008年6月23日に開始された。Cyw (ウェールズ語で「ひよこ」) という名前で、保育園世代の子供向けの幅広い番組をまとめており、S4Cは最終的には10代の若者向けのStwsh、年長の子供向けのストランドと、3つのサービスを展開する予定である。このサービスは現在、S4Cで平日の午前7時から午後1時30分まで放送されている。
S4Cは、2010年7月19日にウェールズにおける地上デジタル放送切り替えに合わせて、「Clirlun」と言う名称で、S4Cの高解像度同時放送を開始した。ClirrunはFreeviewの53チャンネルのみで放送されていたが、S4Cは2012年7月11日、資金削減とコアサービスの見直しのため、同年末までにサービスを終了すると発表した。Clirlunは同年12月1日にサービスを終了し、翌12月2日からチャンネル4HDが引き継いだ。
2016年5月20日、S4Cは6月7日以降、ウェールズのFreesatとSkyでS4C HDとして高解像度同時放送を再開すると発表した。その後、2022年1月19日午後7時から、FreeviewでのHD放送を再開した。
平日は午後7時から、週末は午後2時から、BBCの子供向けサービスであるCBBC HDとチャンネルを共有して放送を行っている。

## 主要チャンネル
- S4C
- S4C HD

## S4Cオーソリティ
S4Cは、英国政府のデジタル・文化・メディア・スポーツ担当大臣によって任命された、同政府から独立した公的機関であるS4Cオーソリティが運営している。独立機関ではあるが、英国全体の放送および電気通信の規制当局であるOfcomと連携して活動している。
2010年10月20日に下院に提出した歳出見直し策の中で、ジョージ・オズボーン財務長官は、S4Cへの資金提供の責任の一部をBBCに移すことを発表。
2012年8月10日、BBCトラスト、Ofcom、およびS4Cオーソリティは、BBCとS4Cの間で締結された、2013年4月1日からの関係を示す運用契約の草案に関する公開協議を開始した。資金はBBCの受信許可料が充てられている。